# Перово (электростанция)
«Перо́во» — солнечная электростанция общей установленной мощностью 105,56 МВт, расположенная возле села Ключи Перовского сельского совета в Крыму.

## Характеристики
Электростанция состоит из 440 000 кристаллических солнечных фотоэлектрических модулей, соединённых 1 500 км кабеля, и установленных на более 200 га площади (охватывает примерно 259 футбольных полей). Установка может производить 132,5 млн кВт⋅ч возобновляемой электроэнергии в год.

## История
СЭС «Перово» была построена австрийской компанией Activ Solar в 2011 году. Станция позволяет сократить выбросы СО2 на 105 тысяч тонн в год.
В 2011 году, когда станция была введена в эксплуатацию, она входила в двадцатку крупнейших СЭС в мире, а также была крупнейшей системой среди солнечных электростанций Украины. На момент российской аннексии Крыма в 2014 году СЭС «Перово» стала крупнейшей системой на подконтрольных России территориях и оставалась таковой до 2021 года (до постройки Аршанской СЭС).
В залоге у британского отделения ВТБ (Костин). В 2023 году комплекс был выставлен на торги в рамках банкротства.